# Мордовское Корино
Мордовское Корино (мокш. Мокшень Кара веле) — село в Ельниковском районе Мордовии. Входит в состав Большемордовско-Пошатского сельского поселения.

## География
Расположено на р. Мокше, в 28 км от районного центра и 81 км от железнодорожной станции Торбеево.

## История
Название-антропоним: основателем населённого пункта был мурза Исиней Карин, служивший на Темниковской засечной черте. В «Списке населённых мест Пензенской губернии» (1869) Мордовское Корино — деревня казённая из 41 двора Краснослободского уезда. В 1913 году — 161 двор (983 чел.); имелись земская школа, 2 зернохранилища, 5 маслобоек и просодранок, 3 шерсточесалки, 2 валяльных и 2 торговых заведения, кузница. В начале 1930-х гг. был создан колхоз им. Молотова, с 1960 г. — «Дружба», с 1997 г. — СХПК. В современном селе — начальная школа, библиотека, Дом культуры, отделение связи, 2 магазина, медпункт; памятник воинам, погибшим в годы Великой Отечественной войны. Мордовское Корино — родина Героя Советского Союза Т. Г. Кащеева.

## Население
| 2002 | 2010 |
| ---- | ---- |
| 125  | ↘104 |

Национальный состав
Согласно результатам Всероссийской переписи населения 2002 года, в национальной структуре населения мордва-мокша составляли 91 %.

## Источник
- Энциклопедия Мордовия, М. Е. Митрофанова.